# Bokhylla

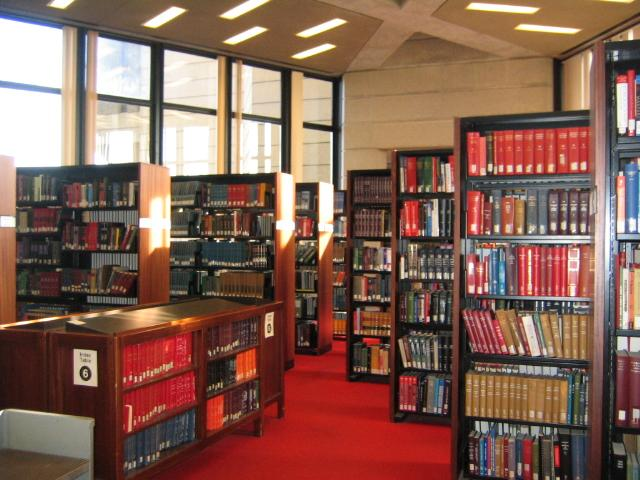
Bokhyllor

En bokhylla är en förvaringsmöbel där man kan rada upp böcker, pärmar, ställa prydnadssaker eller blommor. Bokhyllor finns i olika material och formationer. Materialet är vanligen massivt trä eller spånskivor och formationen är rektangulär, ca 2 meter hög, med fyra eller fem hyllplan. Det finns bokhyllor i stål med glashyllor, vägghängda hyllor, bokhyllor med luckor, bokhyllor med lådor, låga bokhyllor och sådana som är anpassade för att ställas i ett hörn.
Har man en liten lägenhet kan det vara praktiskt med en s.k. kombinationshylla där bokhylledelen sitter fast med till exempel tv-bänk, vitrinskåp och cd-hylla. I villor med ett biblioteksrum är det vanligt att bokhyllor är inbyggda i väggen, de går då ända upp till taket.

## Historia

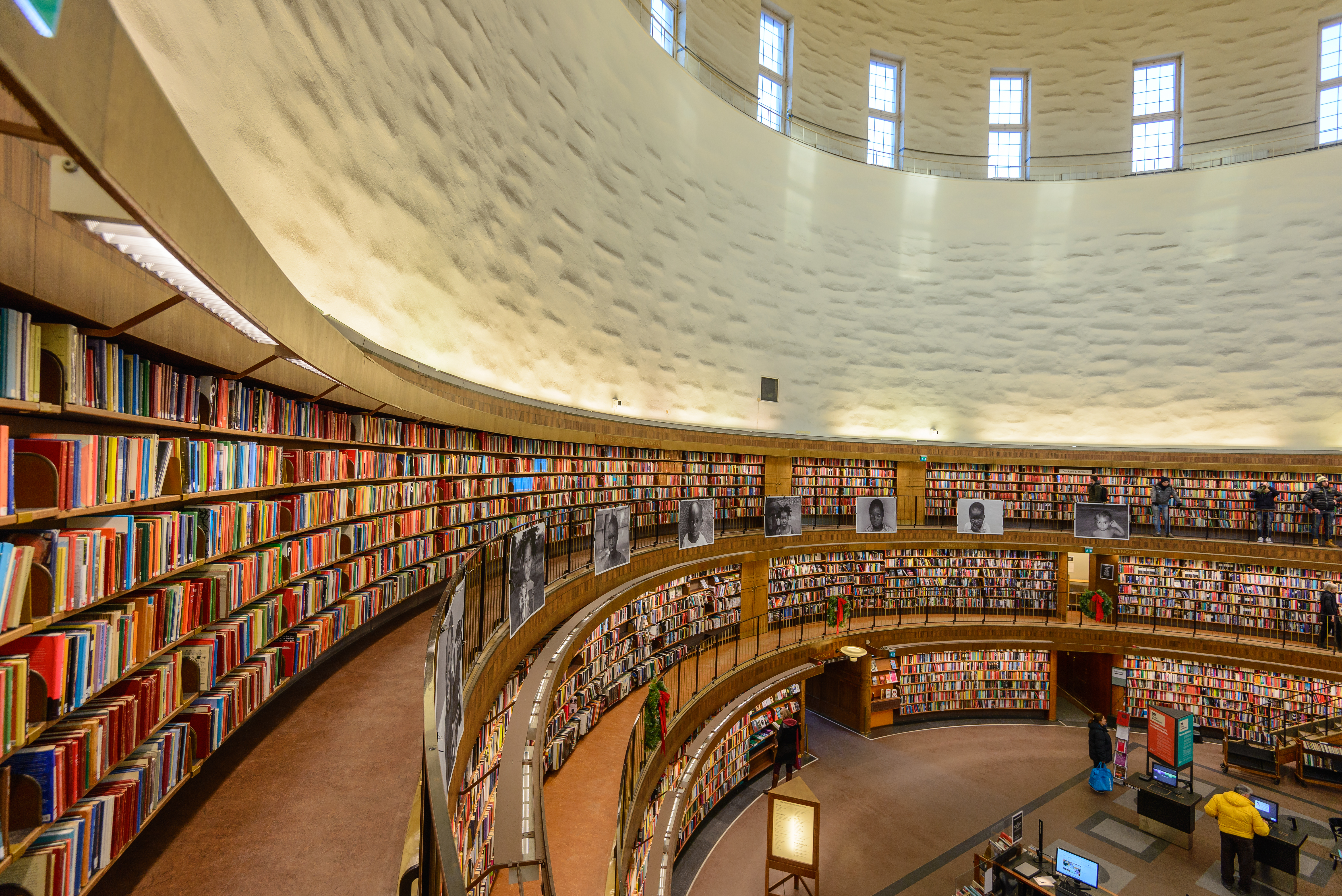
Bokhyllor på Stockholms stadsbibliotek som invigdes 1928.

Så länge böcker i första hand tillverkades genom att skrivas av för hand var de sällsynta och dyrbara föremål. Under medeltiden förvarades de framför allt i speciella bokskåp eller bokkistor, de sistnämnda för mindre samlingar eller för böcker som behövde transporteras. Både skåp och kistor var ofta försedda med lås. Skåpen hade en eller flera hyllor för böckerna, vilka oftast förvarades liggande. Som de värdeföremål de var dekorerades böckernas pärmar med vackra utsmyckningar, ibland av metall och stenar. Att förvara dem liggande med frampärmen uppåt visade upp de vackra dekorationerna, men hade också ett rent praktiskt syfte, eftersom de utsmyckade pärmarna riskerade att skadas ifall de låg för tätt intill varandra.
För större boksamlingar, exempelvis i klostren, där fler behövde få tillgång till böckerna, valde man att avsätta ett eget rum för böckerna; de första biblioteken. Eftersom biblioteken innebar större kontroll över vilka som hade tillgång till böckerna kunde man använda andra typer av hyllor, som bättre exponerade böckerna samtidigt som de utnyttjade utrymmet mer effektivt. Dessa bokhyllor liknade vår tids kyrkbänkar, med en lutande hylla i lagom höjd där boken både kunde förvaras och läsas på plats. Bokhyllorna placerades så gott det gick så att de belystes från fönstren utan att skugga varandra, det vill säga med ena kortsidan mot ytterväggen. För att minska risken för att böcker försvann eller blev felplacerade kedjades de ofta fast i metallstänger som fästes i hyllan.
Efterhand som boksamlingarna blev större blev detta system så småningom ohållbart, speciellt när flera personer ville använda böcker som var placerade på samma hylla. En horisontell hylla lades därför till ovanför den lutande, där böckerna kunde ligga när de inte användes. Under slutet av 1500-talet utvecklades bokhyllan ytterligare genom att flera hyllor lades till ovanför den lutande ”läsbänken”. Något senare började man ställa böckerna vertikalt på hyllorna snarare än lägga dem horisontellt, även det en platsbesparande åtgärd. Böckerna ställdes då ofta med ryggen bakåt, mot bokhyllan, för att kedjan, som oftast var fäst i den yttre delen av bokpärmen, skulle kunna falla fritt från hyllan utan att skada böckerna. Det finns exempel på böcker från Italien och Frankrike med titeln eller författarnamnet på ryggen, vilket tyder på att de förvarades med ryggen utåt på bokhyllan, redan från 1500-talet. Det verkar dock ha varit vanligare att förvara dem med ryggen inåt i Tyskland, Nederländerna, Spanien och England, en sed som höll i sig även sedan man slutat kedja fast böckerna vid bokhyllorna .
Boktryckarkonsten gjorde att böckerna blev fler och billigare. De nya böckerna behövde inte kedjor, även om vissa bibliotek hade böcker fastkedjade fram till slutet av 1700-talet. När böckerna inte längre kedjades fast i hyllorna behövdes inte längre fasta läsbänkar vid bokhyllorna, vilket gjorde att man kunde utnyttja utrymmet för att förvara fler böcker.

## Väggfasta hyllor
Hyllor som hängs på konsoler på väggen bör vara av rätt proportion så att inte hyllan rivs från väggen, eller viker/böjer sig under trycket av lasten. Några tumregler:
- Hyllans djup skall vara < 1,3 x konsolens djup, och < 1,2 x konsolens höjd.
- Avstånd mellan konsoler är i regel < 4 x hyllans djup
- Väggfästet bör gå in i väggen minst en tiondel av hyllans djup, men detta varierar mycket beroende på väggens material (betong, trä, masonit osv)